# Comuna de Osielsko
Osielsko (polaco: Gmina Osielsko) é uma gminy (comuna) na Polónia, na voivodia de Cujávia-Pomerânia e no condado de Bydgoski. A sede do condado é a cidade de Osielsko.
De acordo com os censos de 2006, a comuna tem 9531 habitantes, com uma densidade 87 hab/km².

## Área
Estende-se por uma área de 102,89 km², incluindo[carece de fontes?]:
- área agricola: 34%
- área florestal: 57%

## Demografia
Dados de 30 de Junho 2004:
|                      | Total   | Total | Mulheres | Mulheres | Homens  | Homens |
| -------------------- | ------- | ----- | -------- | -------- | ------- | ------ |
|                      | pessoas | %     | pessoas  | %        | pessoas | %      |
| População            | 8182    | 100   | 4151     | 50,7     | 4031    | 49,3   |
| Densidade (pop./km²) | 79,5    | 100   | 40,3     | 40,3     | 39,2    | 39,2   |

De acordo com dados de 2002, o rendimento médio per capita ascendia a 2005,21 zł.

## Subdivisões
- Bożenkowo, Jarużyn, Maksymilianowo, Niemcz, Niwy-Wilcze, Osielsko, Żołędowo[carece de fontes?].

## Comunas vizinhas
- Bydgoszcz, Dobrcz, Koronowo[carece de fontes?]